# Coprinellus ephemerus
Coprinellus ephemerus là một loài nấm trong họ Psathyrellaceae. Nó được miêu tả đầu tiên là Agaricus ephemerus bởi nhà nấm học Pháp Jean Baptiste François Pierre Bulliard năm 1792, sau đó được xếp vào chi Coprinellus năm 2001.